# Bobby Beshro
Bobby Beshro, né en 1970 à Sainte-Marie, est un acteur québécois. 

## Filmographie

### Cinéma
- 1997 : Le Polygraphe de Robert Lepage : barman
- 2000 : Un petit vent de panique de Pierre Greco : Jocelyn
- 2000 : Maelström de Denis Villeneuve : Philippe Champagne
- 2001 : 15 février 1839 de Pierre Falardeau : conducteur de carriole
- 2001 : Nuit de noces d'Émile Gaudreault : Dimitri
- 2003 : Nez rouge d'Érik Canuel : père saoul d'Anjou (petite fille)
- 2005 : L'Audition de Luc Picard : harceleur au billard
- 2010 : Route 132 de Louis Bélanger : Jean-Pierre, le pompier
- 2012 : Les Pee-Wee 3D : L'hiver qui a changé ma vie d'Éric Tessier : Frank, père d'Alex
- 2013 : La Maison du pêcheur d'Alain Chartrand : policier Henri Lévesque
- 2014 : 1987 de Ricardo Trogi : enquêteur
- 2015 : Paul à Québec de François Bouvier : Rosaire Beaulieu
- 2022 : Confessions de Luc Picard : Réjean Deslauriers
- 2022 : Arsenault et Fils de Rafaël Ouellet : Alain

### Télévision
- 1995 : 4 et demi... : Dr Philippe Longchamps
- 1995 : 10-07: L'affaire Zeus : Bisaillon
- 1995 : Les grands procès : Wallace McRea
- 1997 : Sauve qui peut! : Yves Leclerc
- 1997 : Le Masque : Vincent Gervais
- 1998 : Réseaux : Francis Duprey
- 2001 : Tribu.com : Niko
- 2001 : L'Or : Steve Martinelli
- 2002 : Jean Duceppe : Guy Provost
- 2002-2005 : Une grenade avec ça? : Julien-Christophe (JC)
- 2004-2012 : Caméra Café : André Nadon
- 2006 : François en série : le faux en lui
- 2014 : Les Jeunes Loups : lieutenant Marceau
- 2016 : Les Pays d'en haut : Grand Méo